# 201
201 (CCI na numeração romana) foi um ano comum, o primeiro do século III do Calendário Juliano, da Era de Cristo, teve início a uma quinta-feira  e terminou também a uma quinta-feira e a sua letra dominical foi D (53 semanas)
| Ano completo                        |
| ----------------------------------- |
| Ano comum com início à quinta-feira |

## Nascimentos
- Décio, imperador romano (m. 251)
- Oriãnçandu, imperador guarani m. 318